# Slovácký deník
Slovácký deník s páteční regionální přílohou Slovácké noviny je deník distribuovaný v oblasti Uherského Hradiště, od roku 1990 navazující na týdeník Jiskra uherskohradišťského okresu (též Slovácká jiskra), který vycházel od roku 1950. V současnosti je součástí značky Deník vydavatele Vltava Labe Media.

## Historie
Týdeník Jiskra začal vycházet v Uherském Hradišti od roku 1950. Šlo o periodikum zaměřené na zemědělské obyvatelstvo. Jeho vydavatelem byl okresní výbor Komunistické strany Československa a rada Okresního národního výboru v Uherském Hradišti. Zejména na počátku sloužil především k propagaci myšlenek komunismu a kolektivizace zemědělství.
V roce 1979 se šéfredaktorem listu stal Jiří Jilík, jehož články zaměřené na historii a folklor regionu z něj udělaly čtivý tisk. Ve funkci šéfredaktora setrval až do roku 2007.
Po sametové revoluci nahradily Slováckou jiskru v roce 1990 nové Slovácké noviny, jejichž vydavatelem byl okresní úřad okresu Uherské Hradiště. Později je získalo vydavatelství Vltava Labe Media a v roce 2006 byl v rámci sjednocení názvů a designu všech jeho regionálních deníků list přejmenován na Slovácký deník. Vychází denně s celostátním obsahem, v pátek doplněn o regionální přílohu, která si zachovala název Slovácké noviny i zaměření původního týdeníku.